# Інформаційне бюро (Угорщина)
Інформаційне бюро Угорщини (угор. Információs Hivatal, IH) — спецслужба Угорщини, що має провідну діяльність у сфері зовнішньої розвідки. Створена після революції 1989 р. зі створенням Угорської республіки, 1 березня 1990 р.. Поряд з іншими спецслужбами сучасної Угорщини, зовнішня розвідка спочатку була поставлена під сильний громадянський контроль. Закони про національну безпеку, які передбачають строгий цивільний контроль за діяльністю спецслужб Угорщини, були прийняті в 1995 році.

## Історія
17-20 лютого 1993 р. Угорщину відвідав директор Служби зовнішньої розвідки РФ Євген Примаков. За підсумками його візиту було відзначено, що «це перший крок у подоланні чотирирічної паузи у відносинах між спецслужбами Росії та Угорщини, що настала з ініціативи угорської сторони». За словами прес-секретаря, «співпраця спецслужб Угорщини та Росії може бути лише рівноправним і взаємовигідним і не буде засновано на ідеологічній основі, що спостерігалося раніше».
У грудні 2001 р. Будапешт відвідав керівник «Моссад» Ефраїм Халеві, який провів переговори з усіма керівниками спецслужб Угорщині — Управління захисту конституції, «громадянської» та військової розвідки. Офіційно було оголошено, що метою його візиту став обмін інформацією у зв'язку з терористичними акціями в США 2001 року і терактами в Ізраїлі.
Після приходу до влади в 2010 р. нинішній угорський прем'єр Віктор Орбан став одразу ж рішуче перебудовувати угорські спецслужби. 1 вересня 2012 р. був призначений куратором Інформаційного бюро, підпорядкованого безпосередньо прем'єр-міністрові, державний міністр при прем'єр-міністрі Янош Лазар. Керівником Інформаційного бюро у вересні 2012 р. став колишній військовий аташе Угорщини у Вашингтоні Іштван Пастор.

## Завдання
- отримання і аналіз даних про зарубіжні країни чи організації, які можуть бути використані для забезпечення безпеки нації;
- виявлення загроз для суверенітету Угорщини, політичним, економічним або іншим суттєвим інтересам країни з боку іноземних розвідок;
- збір інформації про міжнародну організовану злочинність, терористичні організації, незаконну торгівлю наркотиками і зброєю, зброєю масового ураження і його компонентами, а також про матеріали й обладнання для їх виробництва;
- вивчення дій інших країн і організацій, що ставлять під загрозу економіку країни;
- виявлення та запобігання незаконному міжнародного обороту товарів і технологій військового та подвійного призначення;
- забезпечення безпеки об'єктів і заходів за участю представників угорської влади в зарубіжних країнах;
- керівництво і координація в загальнонаціональному масштабі діяльності у сфері криптографії;
- радіоелектронна розвідка.

## Керівники
- 1990 р.: полковник Іштван Дерце
- 1990–1996 рр.: генерал-майор Кальман Кочіш
- 1996–1998 рр.: генерал-майор Йозеф Сас
- 1998–2002 рр.: генерал-майор Тібор Петьо[4]
- 2002–2004 рр.: генерал-майор Йозеф Цукор[5][6]
- 2004–2007 рр.: генерал-лейтенант Іштван Жохар
- 2007–2010 рр.: генерал-лейтенант Жолт Хетеші[7][8]
- 2010 р. (16 серпня) — 2012 р. (13 вересня): генерал-лейтенант Тібор Петьо[9]
- 2012 р. (14 вересня) — 2018. (30. вересня): бригадний генерал Іштван Пастор[10]
- 2018. (1 жовтня) — 2020. (31 жовтня): Йозеф Цукор
- 2020. (1 листопада) — 2022. (15 липня): Жолт Бунфорд
- 2012. (16 липня) — до теперішнього часу: Кристиан Олаг